# Пік газу
Пік газу — момент часу, при якому буде досягнутий максимально глобальний рівень видобутку природного газу, після чого темпи виробництва хаотично знизяться, що може викликати соціальний колапс. Природний газ є викопним паливом, що формується з рослинного матеріалу протягом мільйонів років. Це обмежений ресурс, і тому вважається невідновлюваним джерелом енергії.
Управління енергетичної інформації США прогнозує, що світовий видобуток газу буде рости до 2030 року із загальним збільшенням майже на 50 %, а середньорічний темп зростання на період 2006-2030 рр. становитиме 1.6 % на рік.